# 지선철도
지선철도(支線鐵道)는 간선철도에서 갈라져 나온 철도 노선으로, 간선철도가 다니지 않는 곳을 이어주는 역할을 하거나 두 개의 간선철도를 이어주는 역할을 한다.

## 세계의 지선철도

### 대한민국의 지선철도

#### 서울특별시·경기도
- 망우선
- 용산선
- 교외선
- 남부화물기지선

#### 강원도
- 정선선
- 북평선
- 삼척선
- 묵호항선

#### 대전광역시·충청남·북도
- 강경선
- 대전선
- 남포선
- 장항화물선
- 서천화력선
- 부강화물선

#### 광주광역시·전라남·북도
- 광주선
- 대불선
- 장성화물선
- 여천선
- 북전주선
- 군산화물선
- 광양제철선
- 광양항선
- 신광양항선
- 화순선

#### 대구광역시·경상북도
- 대구선
- 괴동선
- 문경선
- 가은선

#### 부산광역시·울산광역시·경상남도
- 가야선
- 부전선
- 우암선
- 울산항선
- 장생포선
- 미전선
- 진해선
- 영일만항선
- 울산신항선
- 부산신항선, 신항남선, 신항북선

## 같이 보기
- 고속철도
- 간선철도
- 광역철도
- 도시철도